# Guido Vecchi
Guido Egisto Edvard Vecchi, född 23 januari 1910 i Malmö katolska församling (Malmöhus län, Skåne), död 17 maj 1997 i Sankt Pauli församling, Göteborg (Göteborgs och Bohus län, Västergötland) var en svensk cellist och musikpedagog. 

## Biografi
Guido Vecchis far var cellisten Gottardo Vecchi, en av de italienska musiker som 1907 grundade Malmö Musikkonservatorium. 
Han var under huvudlärare i violoncell vid Göteborgs Musikkonservatorium (-1971) och vid Musikhögskolan i Göteborg (1971-1985). Bland hans bemärkta studenter märks cellisten Frans Helmersson.  
Guido Vecchi var under 40 år (1936–1976) konsertmästare i cellostämman i Göteborgs symfoniorkester. Han ägnade sig samtidigt åt kammarmusik i mindre ensembler, soloframträdanden och pedagogisk verksamhet. Hans tolkningar av nyare, svensk musik har särskilt uppmärksammats och ett flertal verk uruppfördes av honom. Han ingick bland annat i den så kallade Pianokvartetten, bildad 1948 av Brita Hjort och bestående av – utöver Hjort och Vecchi – Charles Senderovitz och Sten Broman. 
Guido Vecchis stiftelse, registrerad 1996, lämnar stipendier för att ”stödja musikers undervisning eller utbildning”. Särskilt intresse ägnas cellister och musiker verksamma i västra Sverige. Stipendierna kan ej sökas utan fördelas enligt styrelsens urval.

## Priser och utmärkelser
- 1963 – Ledamot nr 714 av Kungliga Musikaliska Akademien
- 1973 – Medaljen för tonkonstens främjande
- 1979 – Hedersdoktor vid Humanistiska fakulteten vid Göteborgs universitet[1]

## Filmografi
- 1990 – Bulan